# Cinzia Ragusa
Cinzia Nunzia Ragusa, född 24 maj 1977 i Catania, är en italiensk vattenpolospelare. Hon ingick i Italiens landslag vid olympiska sommarspelen 2004 och 2008.
Ragusa tog OS-guld i damernas vattenpoloturnering i samband med de olympiska vattenpolotävlingarna 2004 i Aten. Hennes målsaldo i turneringen var två mål. Fyra år senare i Peking slutade Italien på sjätte plats och Ragusa gjorde ett mål i turneringen. EM-guld tog hon 1997 i Sevilla samt 2003 i Ljubljana och VM-silver 2003 i Barcelona.
Med klubblaget Orizzonte Catania vann Ragusa LEN:s europacup för damer, LEN Champions Cup, fem gånger (1998, 2001, 2002, 2004 och 2008).